# Pechs-de-l'Espérance
Pechs-de-l'Espérance is een fusiegemeente (commune nouvelle) in het Franse departement Dordogne (regio Nouvelle-Aquitaine). De plaats maakt deel uit van het arrondissement Sarlat-la-Canéda. Pechs-de-l'Espérance is op 1 januari 2022 ontstaan door de fusie van de gemeenten Cazoulès, Orliaguet en Peyrillac-et-Millac.  